# 確率論
確率論（かくりつろん、英: probability theory, 仏: théorie des probabilités, 独: Wahrscheinlichkeitstheorie）は、偶然の現象に対して数学的な模型（モデル）をあたえ、解析する数学のいち分野である。
もともとサイコロ賭博といった賭博の研究として始まった。現在でも保険や投資などの分野で基礎論として使われる。
なお、確率の計算を問題とする分野を指して「確率論」と呼ぶ用例もあるが、本稿では取り扱わない。

## 歴史

### 古典的確率論
確率論は16世紀から17世紀にかけてカルダーノ、パスカル、フェルマー、ホイヘンス等によって数学の一分野としての端緒が開かれた。イタリアのカルダーノは賭博師でもあり、1560年代に『さいころあそびについて』（羅: Liber de ludo aleae）を執筆して初めて系統的に確率論を論じた。その書は彼の死後の1663年に出版された。18世紀から19世紀にかけて、ラプラスはそれまでの確率論を統合する研究を行い、1814年2月に『確率の哲学的試論』を著し、古典的確率論と呼ばれる理論にまとめた。

### 公理的確率論
現代数学の確率論は、アンドレイ・コルモゴロフの『確率論の基礎概念』（1933年）に始まる公理的確率論である。この確率論では「確率」が直接的に何を意味しているのかという問題は取り扱わず、「確率」が満たすべき最低限の性質をいくつか規定し、その性質から導くことのできる定理を突き詰めていく学問である。この確率論の基礎には集合論・測度論・ルベーグ積分があり、確率論を学ぶためにはこれらの知識が要求される。公理的確率論の必要性に関しては確率空間の項を参照。
現在、確率論は解析学の一分野として分類されている。特にルベーグ積分論や関数解析学とは密接なつながりがある。確率変数が可算型や連続型の場合でも、公理的確率により解析的に記述できるようになる。また、確率論は統計学を記述する際の言語や道具としても重要である。

## 基礎概念の概略
確率論で使われるいくつかの重要な概念を簡単に解説する。詳しい内容は各項目のページを参照。
標本空間
起こりうる結果全体の集合。確率論においては、空集合でない。Ω と書く。Ω の元 ω それぞれには起こりやすさの割合が備わっていることを仮定する。
事象 (event)
標本空間の部分集合のうち確率をもつものを事象と呼ぶ。全ての事象を集めた集合族 {\displaystyle {\mathcal {F}}} は完全加法族になっている必要がある。それ以外に、{\displaystyle {\mathcal {F}}} はできるだけ細分化されている必要がある。これ以上分解できない事象を根元事象または単純事象 (elementary event / simple event) 、複数の根元事象の和集合を複合事象 (compound event) という。つまり、{\displaystyle {\mathcal {F}}} は、根元事象から生成される最小の完全加法族となっている。
確率空間
標本空間 Ω と事象の全体 {\displaystyle {\mathcal {F}}} と確率測度 P の組を確率空間と呼ぶ。確率の問題を確率論的に定式化するということは、この確率空間を定めることである。しかし、通常はその問題にはどのような確率変数が存在するかということを調査し、必要となる確率変数をすべて含むことができるぐらい巨大な Ω を定める。
確率測度
各事象に対して 0 以上 1 以下の数を対応させる関数を確率測度といい P と書き、事象 A の確率は P(A) となる。Ω 自体は常に全事象と呼ばれる事象であり、全事象の確率は 1 でなければならない。P は確率測度の公理を満たすように定める必要がある。「確率」が何を意味しているかは議論の対象ではない。
確率変数
Ω 上で定義された実数値関数で、{\displaystyle {\mathcal {F}}} 可測であるものを確率変数と呼ぶ。確率変数は、例えば「サイコロの目」のように、根元事象に値を割り当てていることを定式化したものである。この定式化により、事象が起こることは、確率変数が（各確率に応じて）ランダムに値をとることと言い換えられる。{\displaystyle {\mathcal {F}}} 可測であるというのは、確率変数値を取る Ω の部分集合が必ず事象である（すなわち必ず確率をもつ）という意味である。
確率分布
確率変数の各々の値に対して、その起こりやすさの記述。
確率過程
時間とともに変化する確率変数。

## 基礎概念の数学的定義
現代確率論における基礎概念たちは測度論を基盤として次のように厳密に定義される。

### 確率空間
- {\displaystyle (\Omega ,{\mathcal {F}})} を可測空間とする。すなわち Ω は標本空間と呼ばれる空でない集合であり、{\displaystyle {\mathcal {F}}} は ω 上の完全加法族である。
- 完全加法族 {\displaystyle {\mathcal {F}}} とは、2Ω を Ω の部分集合の全体（冪集合）としたとき、{\displaystyle {\mathcal {F}}\subset 2^{\Omega }} であって以下の性質を持つものである：

1. {\displaystyle \Omega \in {\mathcal {F}},}
2. {\displaystyle A\in {\mathcal {F}}} に対して {\displaystyle A^{c}=\Omega \setminus A\in {\mathcal {F}},}
3. {\displaystyle (A_{n})_{n\in \mathbb {N} }\subset {\mathcal {F}}} に対して {\displaystyle \textstyle \bigcup \limits _{n=1}^{\infty }A_{n}\in {\mathcal {F}}.}

- P を可測空間 {\displaystyle (\Omega ,{\mathcal {F}})} 上の確率測度とする。すなわち、写像 {\displaystyle P:{\mathcal {F}}\to [0,1]} であって、以下の性質を持つものとする：

1. （完全加法性）：{\displaystyle A_{n}\in {\mathcal {F}},n=1,2,\ldots } で {\displaystyle A_{i}\cap A_{j}=\emptyset \ (\forall i\neq j)} を満たすものに対し、
{\displaystyle P{\Bigl (}\textstyle \bigcup \limits _{n=1}^{\infty }A_{n}{\Bigr )}=\sum \limits _{n=1}^{\infty }P(A_{n}).}
2. （正規性）：P(Ω) = 1.

- このときの三つ組 {\displaystyle (\Omega ,{\mathcal {F}},P)} を確率空間 (probability space) と呼び、可測集合 {\displaystyle A\in {\mathcal {F}}} を事象 (event) と呼ぶ。

### 確率変数
- 確率空間 {\displaystyle (\Omega ,{\mathcal {F}},P)} 上の可測関数を確率変数 (random variable) と呼ぶ。すなわち、ある可測空間 {\displaystyle (E,{\mathcal {E}})} に対して、写像 {\displaystyle X:\Omega \to E} であって任意の {\displaystyle A\in {\mathcal {E}}} に対して {\displaystyle X^{-1}(A):=\{\omega \in \Omega \mid X(\omega )\in A\}\in {\mathcal {F}}} を満たすものをいう。多くの場合、E は位相空間であって、そのときの完全加法族 {\displaystyle {\mathcal {E}}} としてはボレル集合族 {\displaystyle {\mathcal {B}}(E)} を採用する。{\displaystyle E=\mathbb {R} ^{d}} のとき、X を d 次元確率変数といい、特に d = 1 のときは単に確率変数と呼ぶことが多い。
- 確率変数 {\displaystyle X:\Omega \to E} の確率分布 (probability distribution) 、または分布 (distribution)、法則 (law) とは、{\displaystyle P_{X}(A):=P(X^{-1}(A)),\;A\in {\mathcal {E}}} によって定まる、可測空間 {\displaystyle (E,{\mathcal {E}})} 上の確率測度 PX のことをいう。すなわち、PX は確率変数 X による確率測度 P の像測度 (image measure) 、押し出し測度（英語版） (push-forward measure) のことである。しばしば {\displaystyle P(X\in A)} と略記される。一般的な {\displaystyle (\mathbb {R} ^{d},{\mathcal {B}}(\mathbb {R} ^{d}))} 上の確率測度も分布と呼ばれる。

### 確率空間の例

#### コイントス
コインを投げて裏と表が出る確率がそれぞれ 1/2 であることを、確率空間として表すと例えば次のようになる。
- {\displaystyle \Omega :=\{0,1\}},
- {\displaystyle {\mathcal {F}}:=2^{\Omega }=\{\emptyset ,\{0\},\{1\},\{0,1\}\}},
- {\displaystyle P(\{0\})=P(\{1\})={\frac {1}{2}}}

とする。0 を裏、1 を表と考えると確率空間 {\displaystyle (\Omega ,{\mathcal {F}},P)} はコイントスのモデルとなっている。
ここでもう一つ違う表現を考える。
- {\displaystyle {\tilde {\Omega }}:=[0,1],}
- {\displaystyle {\tilde {\mathcal {F}}}}：ボレル集合族、
- {\displaystyle {\tilde {P}}}：ルベーグ測度

とする。さらに確率変数 {\displaystyle X:{\tilde {\Omega }}\rightarrow \{0,1\}} を
{\displaystyle X(\omega )={\begin{cases}0&{\text{if }}\omega \in [0,1/2]\\1&{\text{if }}\omega \in (1/2,1]\end{cases}}}
と定義する。すると {\displaystyle {\tilde {P}}_{X}=P} であり、X は確率空間 {\displaystyle ({\tilde {\Omega }},{\tilde {\mathcal {F}}},{\tilde {P}})} 上に定義されたコイントスを表す確率変数であると言える。
ここで、さらに確率変数 {\displaystyle Y:{\tilde {\Omega }}\rightarrow \{0,1\}} を
{\displaystyle Y(\omega )={\begin{cases}0&{\text{if }}\omega \in [0,1/4]\cup (1/2,3/4]\\1&{\text{if }}\omega \in (1/4,1/2]\cup (3/4,1]\end{cases}}}
と定義してみる。再び {\displaystyle {\tilde {P}}_{Y}=P} であるので、これもコイントスを表す確率変数である。実は、確率空間 {\displaystyle ({\tilde {\Omega }},{\tilde {\mathcal {F}}},{\tilde {P}})} 上に同時に定義されたこの確率変数 X と Y は二つの独立なコイントスを表している。例えば、二枚とも裏が出る確率は {\displaystyle {\tilde {P}}(X=0,Y=0)={\tilde {P}}([0,1/4])=1/4} という具合になる。もう少し厳密に書くと、確率変数 {\displaystyle Z\colon {\tilde {\Omega }}\rightarrow \{0,1\}^{2}} を
{\displaystyle Z(\omega ):=(X(\omega ),Y(\omega ))}
と定義すると、Z が二枚の独立なコイントスを表しているということである。

## 重要な定理
- 大数の法則
- 中心極限定理
- 大偏差原理（英語版）

### 確率の乗法定理
事象 E, F に対して、それらの積事象 E ∩ F の生起確率が
{\displaystyle \operatorname {P} (E\cap F)=\operatorname {P} (E)\operatorname {P} _{E}(F)}
となることを確率の乗法定理という。
確率事象 E と F とが独立である場合に限り、次の関係が成り立つ。
{\displaystyle \operatorname {P} (E\cap F)=\operatorname {P} (E)\operatorname {P} (F).}